# Wesselman
Wesselman (sinds 1881: Wesselman van Helmond) is een geslacht waarvan leden sinds 1841 behoren tot de Nederlandse adel.

## Geschiedenis
De stamreeks begint met Hendrik Wesselman die omstreeks 1680 werd geboren in Diersfordt bij Wezel (Westfaalse Kreits), vermeld wordt in 1725 en na 1736 overleed. Zijn kleinzoon Carel Frederik Wesselman (1746-1825) kocht de heerlijkheid met het kasteel Helmond in 1781 waarna nazaten zich Wesselman van Helmond gingen noemen. Een zoon van laatstgenoemde, Carel Frederik (1780-1853), werd bij Koninklijk Besluit van 1 mei 1841 verheven in de Nederlandse adel en werd zo de stamvader van dit adellijke geslacht. Enkele telgen van de adellijke tak verkregen in 1881 vergunning zich Wesselman van Helmond te noemen.
In 2012 waren er nog tien mannelijke telgen in leven, de laatste geboren in 1998.

## Kasteel Helmond

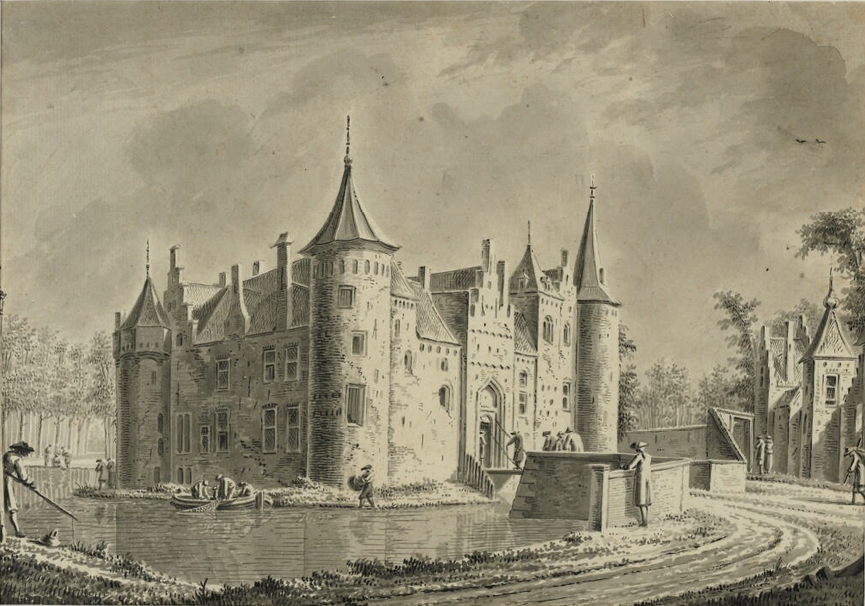
Gezicht op Kasteel Helmond, door Dirk Verrijk (2e helft 18e eeuw)

Het huidige kasteel werd gebouwd door de familie van Berlaer in de 14e eeuw. De muntmeester Carel Frederik Wesselman (1746-1825) kocht de heerlijkheid met het kasteel Helmond in 1781. Het bleef in de familie Wesselman tot het in 1921 het kasteel overging op de gemeente van Helmond. Vanaf 1923 werd het kasteel als raadhuis in gebruik genomen. Nu is het gemeentemuseum erin gevestigd.

## Warande

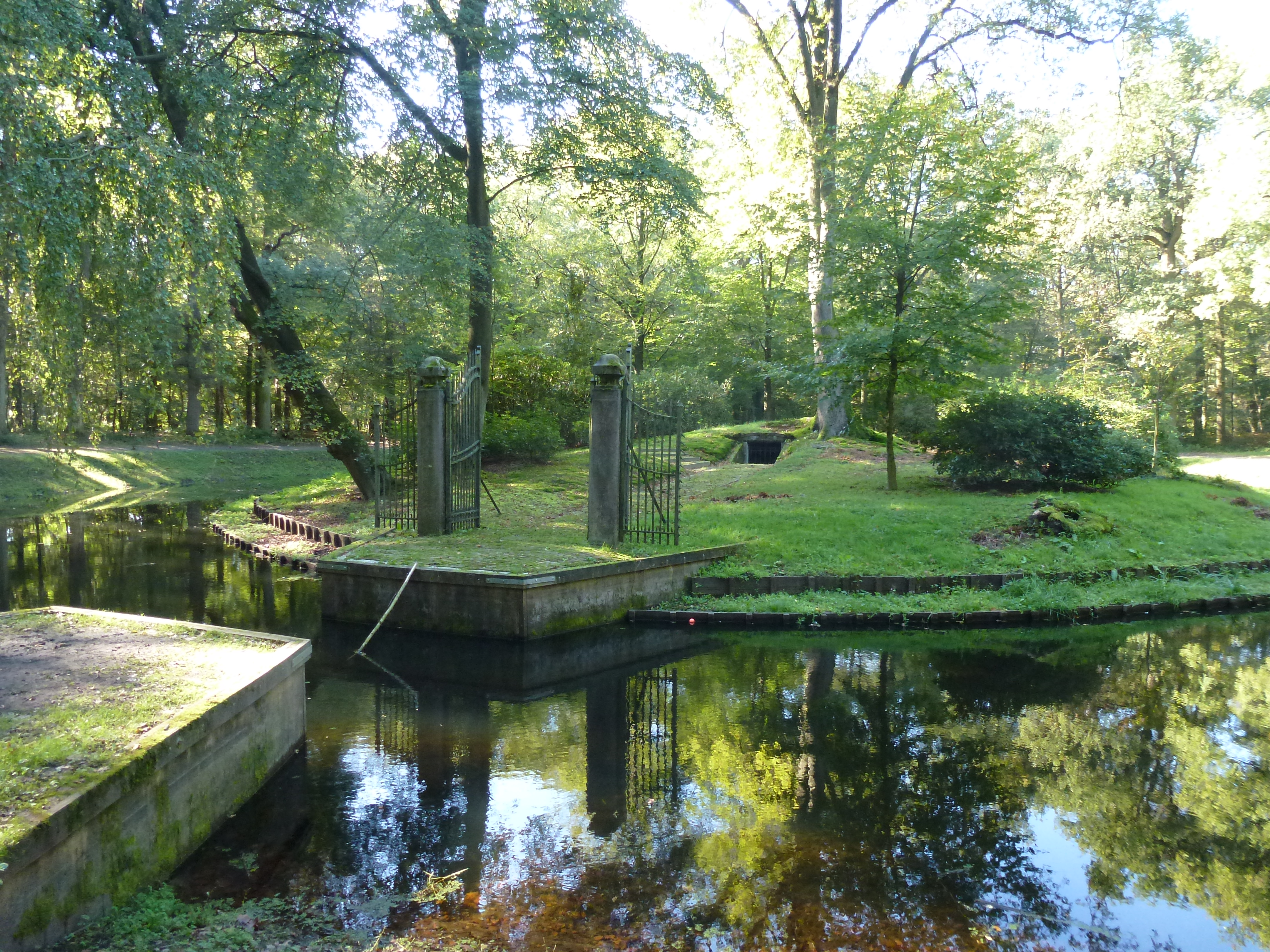
Grafeiland van de familie Wesselman in Warandepark Helmond

Vóórdat Peapark aan het begin van de twintigste eeuw werd gebouwd, was de Warande het jachtterrein van de familie Wesselman van Helmond, de lokale kasteeleigenaren.
Destijds stonden ze een deel van het park af na de val van Peapark voor een echt stadpark. Een van de familiegraven van de familie Wesselman van Helmond ligt op een eilandje met een gracht eromheen.
Dit grafeiland is vermoedelijk aangelegd na het overlijden van Anna Sebilla Wilhelmina Plencker, de vrouw van Carel Frederik Wesselman (1746-1825), op 25 april 1817. Op dit eiland liggen niet alleen leden van de familie Wesselman, maar ook leden van de aangetrouwde textielfabrikantenfamilie Carp begraven. De laatste begrafenis vond plaats in 1955, toen de weduwe van Carel Frederik (1859-1918), Anna Maria de Jonge van Zwijnsbergen (1858-1955), de laatste kasteelvrouwe, hier ter aarde werd besteld. In 1971 werd het echtpaar Wesselman echter herbegraven op de Hervormde begraafplaats aan de Molenstraat.
In 1987 waren ook beide dochters van dit echtpaar overleden, waarmee de gemeente Helmond bij beschikking eigenaar van het eiland werd. De ingang tot de grafkelder, die dichtgemetseld was wegens dreiging van vandalisme, werd in 2002 weer geopend en bestudeerd. Er waren 15 afsluitstenen waarachter 17 personen begraven waren. De stenen dateren van 1865 tot 1918. Ook hier waren leden van de families Wesselman en Carp bijgezet. De kelder werd gerestaureerd en afgesloten met een hekwerk. Het eiland werd ontoegankelijk gemaakt door de dam ernaartoe weg te graven.

## Enkele telgen
Carel Frederik Wesselman (1746-1825), heer van Helmond (1781-overlijden)
- jhr. mr. Carel Frederik Wesselman (1780-1853), heer (1825-overlijden) en burgemeester van Helmond
  - jkvr. Anna Wilhelmina Margaretha Wesselman (1818-1877); trouwde in 1838 met Jacob Arnoud Carp (1809-1895)
  - jhr. mr. Carel Frederik Wesselman (1819-1870), heer (1853-overlijden) en lid gemeenteraad van Helmond
  - jhr. Willem Lodewijk Wesselman (1821-1879), lid gemeenteraad van Helmond
  - jhr. mr. Adriaan Pieter Wesselman van Helmond (1824-1880), heer van Helmond (1870-overlijden)
    - jhr. Carel Frederik Wesselman van Helmond (1859-1918), laatste heer van Helmond (1895-overlijden); trouwde in 1894 met jkvr. Anna Maria Emelia Arnoldine de Jonge van Zwijnsbergen (1858-1955), laatste bewoonster van kasteel Helmond
      - jkvr. Emilia Susanna Maria Wesselman van Helmond (1895-1987)
      - jkvr. Elisabeth Maria Margaretha Wesselman van Helmond (1899-1987); trouwde in 1926 met ir. Marinus Bonifacius Willem des Tombe (1886-1967), lid van de familie Des Tombe

    - jkvr. Cornelia Elisabeth Wilhelmina Wesselman van Helmond (1863-1901), zorgde in 1895 voor de publicatie van brieven van Tine van Wijnbergen, echtgenote van Multatuli, en was bevriend met Louis Couperus (1863-1923); trouwde in 1883 met Otto Freiherr von Müffling sonst Weisz genannt (1858-1932), Pruisisch luitenant-kolonel
    - jhr. Emile Adriaan Pieter Wesselman van Helmond (1864-1937)
      - jhr. Carel Frederik Wesselman van Helmond (1905-1984), administrateur van tabaksondernemingen op Sumatra
        - jhr. Carel Frederik Wesselman van Helmond (1949), oud-verkeersvlieger en ondernemer, chef de famille
          - jhr. Carel Frederik Wesselman van Helmond (1980), IT-consultant, vermoedelijke opvolger als chef de famille

      - jhr. ir. A.P. Wesselman van Helmond (1908-1969), architect

  - jhr. Adriaan Gillis Wesselman van Helmond, heer van Helmond (1828-1895), lid gemeenteraad van Helmond